# Fordringsägare
För andra betydelser, se Fordringsägare (olika betydelser).
Fordringsägare är en teaterpjäs av August Strindberg, skriven 1888–1889.

## Handling
Den deprimerade Adolf har fått besök av sin nyfunne vän Gustav som sitter och samråder med honom om vad han skall ta sig till med sin fru Tekla, som hela tiden leker med honom. Han befarar att hon är otrogen så som hon ränner runt på nätterna. Det han inte vet är att Gustav en gång varit gift med Tekla och har nu likt en fordringsägare kommit för att ta tillbaka henne. Detta skall ske genom att få Adolf att förstå att han måste lämna henne.

## Rollista
- Tekla
- Adolf, Teklas man, målare.
- Gustaf, Teklas frånskilda man, lektor.

## Om pjäsen
Pjäsen hade premiär den 9 mars 1889 på Dagmarteatern i Köpenhamn. Svensk premiär hade den 1 mars 1890 på Svenska teatern i Stockholm.
Detta är ett ofta spelat drama som bland annat tolkats på Folkteatern i Göteborg med Lars-Magnus Larsson i rollen som Gustav och på Hulebäcksteatern med Sebastian God i rollen som Gustav och Robin Andersson i rollen som Adolf.

## Filmatiseringar
- 1961 spelades den in som finländsk TV-teater i regi av Kerstin Nylander, se Fordringsägare (1961). 1968 spelades den som TV-teater med Gertrud Fridh som Tekla och Keve Hjelm som både Gustav och Adolf, se Fordringsägare (1968). 1988 filmatiserades pjäsen med återigen Keve Hjelm som Gustav men med Tomas Bolme som Adolf och Bibi Andersson som Tekla, se Fordringsägare (1988). Bolme belönades med en Guldbagge för bästa skådespelare för sin rollprestation. 2008 gjordes en ny version av Fordringsägare för TV i regi av Thorsten Flinck, med regissören själv i rollen som Gustav, Henrik Schyffert som Adolf och Elin Klinga som Tekla.[2]